# Michael Stahl (Fußballspieler)
Michael Stahl (* 15. September 1987 in Diez) ist ein deutscher Fußballspieler und Fußballtrainer. 2010 erzielte er das Tor des Jahres aus 61,5 Metern.

## Karriere
In seiner Jugend spielte Stahl für den VfL Freiendiez. Der 1,80 m große Mittelfeldspieler lief danach für die U-17 der Sportfreunde Eisbachtal auf. Von dort wechselte er zur TuS Koblenz, wo er unter Milan Šašić den Aufstieg in den Regionalliga-Kader schaffte. In der Saison 2006/07 lief er für TSG 1887 Wörsdorf in der Hessenliga auf.
2007 wechselte er zum VfR Aalen, wo er sich unter Trainer Jürgen Kohler jedoch nicht durchsetzen konnte. Mit Aalen gelang 2008 dennoch der Aufstieg in die neu gegründete 3. Liga. Sein Profidebüt gab er am 16. August 2008 (3. Spieltag), als er im Spiel gegen den FC Erzgebirge Aue in der 60. Minute eingewechselt wurde. In der Winterpause der Saison 2008/09 wechselte er erneut zur TuS Koblenz, die mittlerweile in der 2. Liga spielte, wo er zunächst als Vertragsspieler unter Vertrag stand. Im Juni 2009 unterzeichnete Michael Stahl einen neuen Vertrag über zwei Jahre bei der TuS Koblenz. Sein Zweitligadebüt gab er am 12. April 2009 (27. Spieltag) im Spiel gegen den TSV 1860 München. Es folgten insgesamt vier weitere Einsätze in dieser und der folgenden Saison. Nach dem Abstieg in die 3. Liga 2010 kam er in der Saison 2010/11 deutlich häufiger zum Einsatz und wurde Stammspieler bei der TuS Koblenz.
Am 26. Oktober 2010 gelang Stahl im Zweitrunden-DFB-Pokalspiel der TuS Koblenz gegen Hertha BSC ein spektakuläres Tor: Aus rund 61 Metern Entfernung überwand er den Berliner Torwart Marco Sejna und erzielte das 1:0. Das Tor wurde am 13. November 2010 in der ARD-Sportschau zum Tor des Monats Oktober 2010 gewählt. Im Januar 2011 wurde es auch zum Tor des Jahres 2010 gewählt.
Nach dem freiwilligen Rückzug der TuS Koblenz in die Regionalliga West verließ Stahl den Verein und unterschrieb zunächst keinen neuen Vertrag. Ende August einigte er sich schließlich doch mit Koblenz auf einen Vertrag und kehrte zur Mannschaft zurück. Auch zur Saison 2012/13 blieb Stahl der TuS Koblenz treu und verlängerte frühzeitig seinen Vertrag bis 2015. Nach Vertragsende war er bis Ende Januar 2016 vereinslos und schloss sich anschließend wieder der TuS Koblenz an. Im November 2021 übernahm er das Traineramt für den entlassenen Anel Džaka. In der Saison 2022/23 stieg er als Spielertrainer mit der Mannschaft in die Regionalliga Südwest auf, nachdem sich der Verein in der Relegation gegen Sonnenhof Großaspach durchsetzen konnte.